# ばんしゅう戸倉スノーパーク
ばんしゅう戸倉スノーパーク（ばんしゅうとくらスノーパーク）は、兵庫県宍粟市波賀町戸倉にあるスキー場である。開設時から50年以上の名称はばんしゅう戸倉スキー場（ばんしゅうとくらすきーじょう）で、2008年シーズンから上記の名称になったが、2020シーズンよりまた元の名称に戻した。

## 概要
1955年、地域振興や冬の雇用創出のために地元自治会らによって開設された。1986年からは神姫バス（姫路市）の子会社・氷ノ山観光が買収し、経営していた。近年は来場者が低迷していたため、2004年、氷ノ山観光は施設を波賀町（現宍粟市）に無償譲渡し、撤退した。2008年にマックアース（養父市）など3社でつくるMONグループが指定管理者となってスキー場をリニューアルし、ばんしゅう戸倉スノーパークと改称している。2019-2020シーズンは記録的な暖冬で当スキー場は2.5日間しか営業できなかった。2020年6月、マックアースは雪不足が常態化しており営業継続困難として宍粟市に対し指定管理撤退を申し入れた。宍粟市は了承し新たな指定管理者を募集して営業を継続する意向である。2020年8月、若杉高原おおやスキー場を運営する若杉高原開発企業組合(株式会社クロスプロジェクトグループ)が指定管理仮契約を結んだことが報道された。2021年5月より、無雪期間に当スキー場をキャンプ場Tokura Camp Baseとして営業している。

## コース
3本のリフト、5つのコースがある。
- リフト本数― 3本
- 最長滑走距離― 1.0km
- 総コース数― 5コース(7コース)
- 最大斜度― 38度
- 標高トップ― 950m
- 標高ボトム― 600m
- コース難易度― 初級40%(30%)・中級40%(50%)・上級20%
- スノーボード― 全面滑走可

## 交通アクセス
- 自家用車
  - 中国自動車道山崎IC～国道29号(約43km)